# Форт № 5 — Король Фридрих Вильгельм III
Форт № 5 — Король Фридрих Вильгельм III (нем. Friedrich Wilhelm III) — военное фортификационное сооружение в Кёнигсберге (ныне Калининград), которое прикрывало шоссейную дорогу на Пиллау. Относится к кольцу фортов «Ночная перина Кёнигсберга». Назван в честь короля Пруссии Фридриха Вильгельма III (1770—1848), который возглавлял государство во время войны с Наполеоном.
В начале апреля 1945 года был взят советскими войсками, немецкий гарнизон капитулировал, а сам форт — сильно разрушен. С 1979 года имеет статус музея истории Великой Отечественной войны. С 2010 года открыт для посещения. Объект культурного наследия федерального значения.

## Сооружение
Время постройки — конец XIX века. Представляет собой шестиугольное сооружение из кирпича и бетона, вытянутое по фронту, длиной 215 и шириной 105 метров. Окружён рвом с водой, каменной стеной и земляным валом. Толщина стен — до 5 метров. В земляном валу были оборудованы траншеи и огневые позиции для пулемётов, огнемётов, миномётов и артиллерийских орудий. Ширина рва — 20-25 м, глубина — 5 м. Перекидной мост, соединяющий форт с прилегающей территорией, прикрывал бетонный дот (ныне разрушен). Сам форт был обсажен деревьями и кустарником с целью маскировки.
Здесь находились казармы для пехотной роты, артиллерийской команды и группы сапёров. В 1886 году форт дополнительно был покрыт железобетоном толщиной около 2 метров, а также сооружён наблюдательный вращающийся броневой купол. Перед штурмом Кёнигсберга форт был дополнительно укреплён: на флангах форта был отрыт противотанковый ров, оборудованы траншеи и артиллерийские позиции, установлены надолбы, прилегающее пространство опутано колючей проволокой и заминировано.
Немецкий гарнизон форта насчитывал 350 солдат и офицеров, имел на вооружении 8 орудий, 25 миномётов, до 50 пулемётов разных калибров, 60 автоматов и более 200 винтовок. На флангах к форту примыкали два каземата (полукапонира), в которых мог укрываться личный состав. Расстояние между фортами составляло 2,5-3 км, поэтому достигался сплошной прострел близлежащей местности.

## Штурм
Во время штурма Кёнигсберга форт № 5 прикрывал шоссейную дорогу на Раушен и препятствовал продвижению войск советской 43-й армии. С конца марта штурмовые части тренировались на специальных учебных полях, детально имитирующих укрепления противника в полосе штурма. В частности, сапёрами был выстроен объёмный земляной макет форта № 5. В штурмовые группы были отобраны бойцы и офицеры, прежде всего, из 263-й и 33-й гвардейской стрелковых дивизий, имевших опыт уличных боёв в крупных городах: Сталинграде, Севастополе, Витебске, а также опыт штурма долговременных укреплений. Были проведены сборы по обмену боевым опытом, ветераны передавали свои навыки молодым бойцам.
Первая попытка разрушить форт артиллерийским огнём была предпринята советскими войсками 3—5 апреля 1945 года. Однако форт выдержал огневой удар орудий особой мощности. Артиллерийский огонь снял с форта земляную «подушку», но, получив около 90 прямых попаданий, форт был разрушен лишь частично: явные пробоины и проломы были единичными.
С 6 апреля артиллерийская подготовка продолжилась. К форту подошли штурмовые отряды 801-го и 806-го стрелковых полков 235-й стрелковой дивизии, усиленные танками, орудиями и самоходными артиллерийскими установками. Бойцы 2-й стрелковой роты 806-го стрелкового полка форсировали ров и под огнём овладели казематом на правом фланге. Лейтенант Мирза Джабиев и сержант Алексей Кондруцкий водрузили на нём Красное знамя.
Однако сопротивление продолжалось. К штурму подключился 550-й стрелковый полк 126-й стрелковой дивизии, таким образом осаду и штурм форта последовательно продолжали, сменяя друг друга, 1-й батальон 732-го стрелкового полка и 2-й батальон 550-го стрелкового полка. Руководство штурмом было поручено старшему лейтенанту Р. Р. Бабушкину. Под огнём противника сапёры сумели взорвать каземат на левом фланге. С наступлением темноты группа сапёров (старшина П. И. Меренков, старший сержант Г. А. Малыгин, рядовой В. К. Полупанов) произвела два направленных взрыва, чтобы обеспечить спуск к водному рву подручных переправочных средств, а затем, форсировав ров, организовала подрыв напольного капонира форта.
После этого штурмовые отряды смогли переправиться через ров с водой и устремились в образовавшийся пролом. Всю ночь с 7 на 8 апреля шёл бой внутри форта, и только утром 8 апреля остатки немецкого гарнизона капитулировали. Боевые действия к тому времени уже велись в центре города Кёнигсберга. Для сравнения, на штурм форта № 5-а пришлось затратить около суток, а фортами № 6 и 7 советские штурмовые части овладели в течение нескольких часов. По советским данным, было уничтожено более 200 солдат и офицеров противника и около 100 захвачено в плен.

## Герои Советского Союза

Памятная табличка со списком Героев Советского Союза

За блокаду и взятие форта № 5 пятнадцать советских солдат и офицеров были удостоены звания Героя Советского Союза:
1. старший лейтенант Бабушкин Роман Романович
2. старший лейтенант Нырков Геннадий Матвеевич
3. старший лейтенант Ткаченко Илья Иванович
4. лейтенант Джабиев Мирза Агамурад оглы
5. лейтенант Сидоров Иван Прохорович
6. младший лейтенант Ишкинин Ишмай Иштубаевич (на памятнике Ишубаевич)
7. старшина Меренков Пётр Иванович
8. старшина Шубин Алексей Петрович
9. старший сержант Малыгин Григорий Алексеевич
10. сержант Кондруцкий Алексей Иванович
11. сержант Курасов Василий Михайлович
12. младший сержант Саламаха Антон Михайлович
13. рядовой Дворский Иван Иванович
14. рядовой Полупанов Владимир Константинович
15. рядовой Чирков Фёдор Тихонович

## Современное состояние
Форт № 5 был сильно разрушен, поскольку находился на направлении главного удара 43-й армии и оказал ожесточённое сопротивление. В левом крыле форта после войны сапёры взрывали собранные с окружающей местности боеприпасы.
С 1979 года имеет статус музея истории Великой Отечественной войны (как филиал Калининградского областного историко-художественного музея). В 2001 году на базе форта № 5 был создан Калининградский негосударственный музей фортификации и военной техники. С 2010 года часть форта открыта для посещения, внутри организована выставка редких военных фотографий «Штурм Кёнигсберга». Объект культурного наследия федерального значения.
На территории, окружающей форт, устроен военный мемориал в память о советских солдатах, погибших при его штурме. Имена пятнадцати Героев Советского Союза увековечены на мемориальном камне.
Здесь размещается открытая экспозиция Калининградского областного историко-художественного музея. На валу выставлены советские пушки, от противотанковой до зенитной, и «Катюша». Можно увидеть также торпеды, глубинные бомбы и палубное орудие.
Рядом с фортом регулярно проводятся исторические реконструкции, посвящённые штурму.

## Галерея

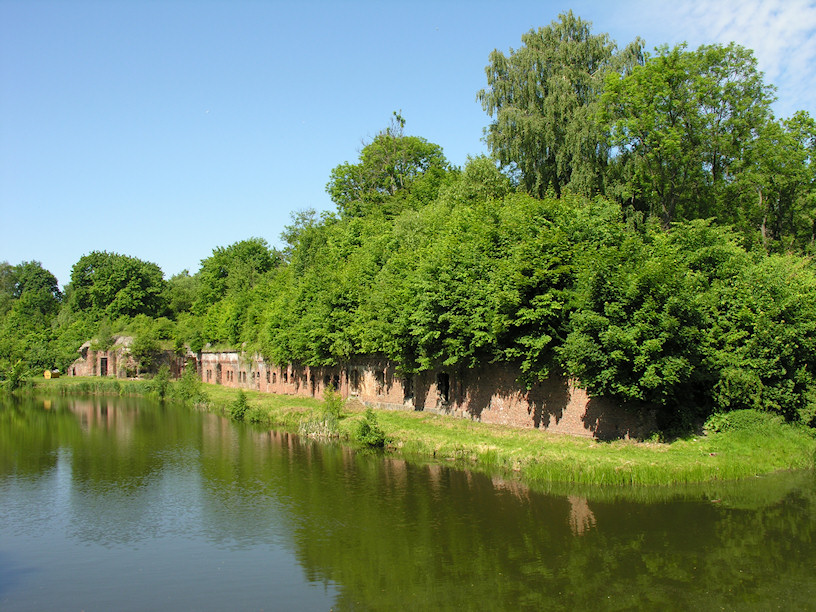
Кирпичная стена форта с амбразурами
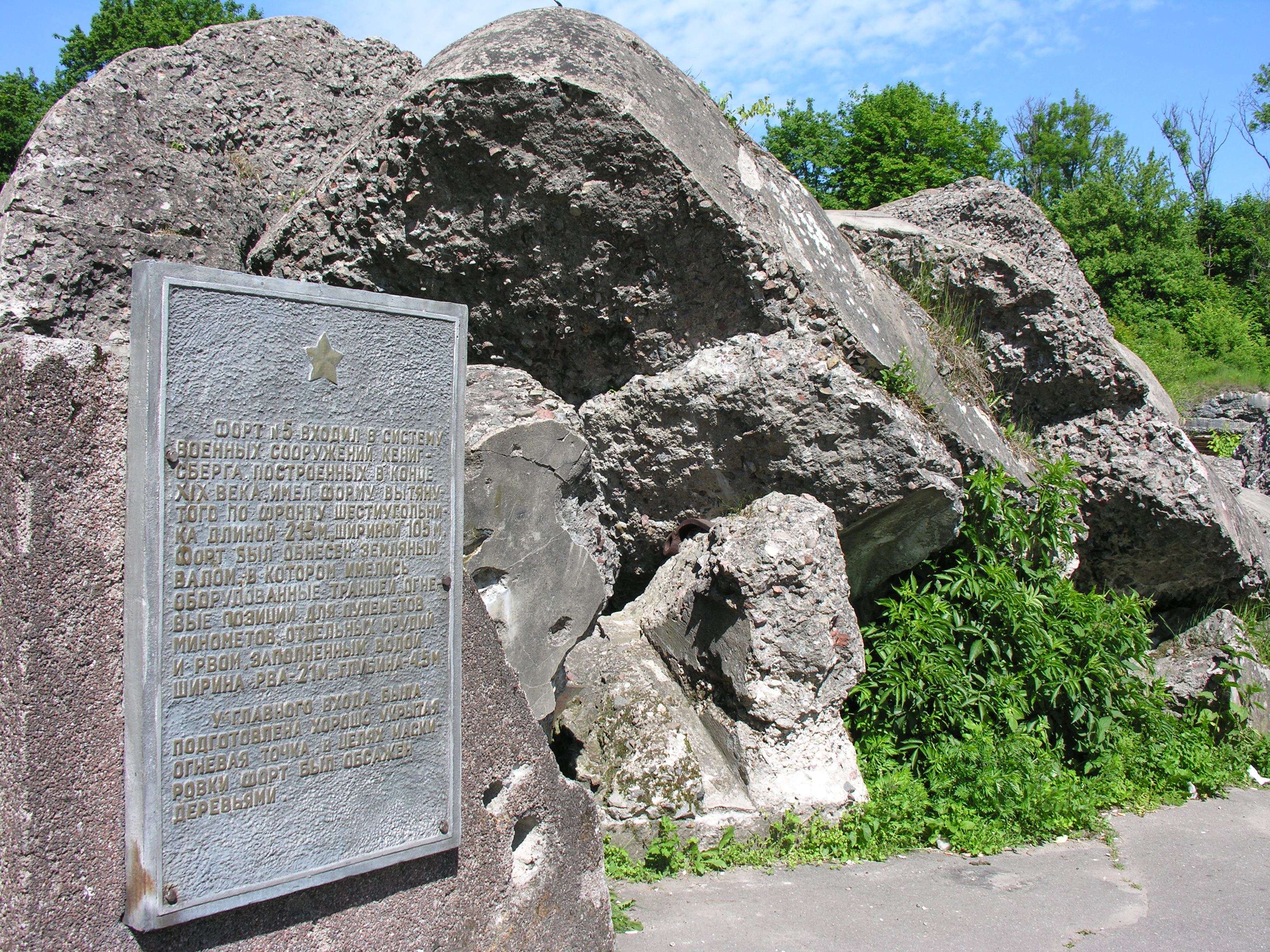
Табличка с описанием форта № 5 на фоне обломков дота, прикрывавшего вход перед мостом
Воинский мемориал у форта № 5
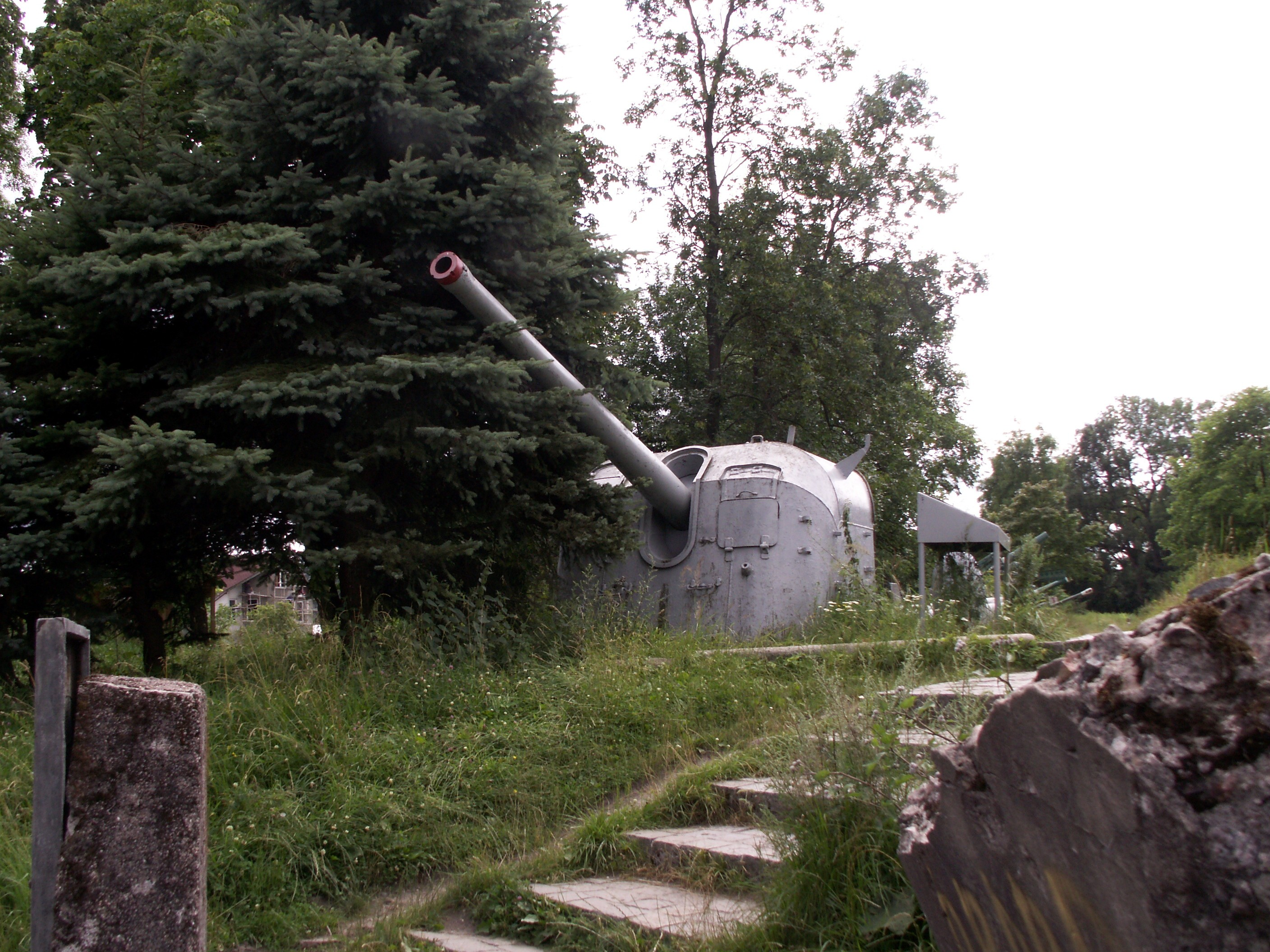
Элементы наземной экспозиции

### Исследования
- Овсянов А. П. Форт № 5: памятник героям штурма Кёнигсберга. — Калининград: Аксиос, 2010. — 144 с.
- Форт № 5 «Король Фридрих Вильгельм III» // Памятники архитектуры. Город Калининград: каталог объектов культурного наследия Калининградской области. Ч.1. — Калининград, 2005. — С. 177—178.
- Балязин В. Н. Штурм Кёнигсберга. — М.: Воениздат, 1964. — С. 53—59. — 128 с. — (Героическое прошлое нашей Родины).
- Борьба за Советскую Прибалтику в Великой Отечественной войне 1941—1945 : В 3 кн. Кн. 3. Завершающий этап. — Рига: Лиесма, 1969. − 320 с. — С. 93-94.

### Очерки и путеводители
- Быкова Н. И. Форт № 5 — место массового героизма советских воинов : [Буклет] / Фот. Ю. В. Чернышева, Н. Ф. Маркова. — Калинин¬град : Кн. изд-во, 1984. — 8 с. — (Фил. Калинингр. обл. ист.-худож. музея).
- Колганова Э. М., Колганов И. П., Иванов Ю. Н. Путешествуйте по Калининградской области. — Калининград : Кн. изд-во, 1961. — 222 с. — С.64-66.
- Овсянов А. П. В казематах Королевского форта : очерки о фортификационных сооружениях старого Кёнигсберга. — Калининград: Янтарный сказ, 1999. — 416 с. — (Тайны старого города).
- Строкин В. Н. Памятники ратного прошлого : Путеводитель по памятным местам Калинингр. обл. / Фот. Н. Ф. Маркова. — Калининград : Кн. изд-во, 1995. — 136 с. — С.58-61.
- Боевая доблесть: Очерки. — Донецк : Донбасс, 1971. — 159 с. — С. 135—140.

### Мемуары
- Белобородов А. П. Победный залп над Балтикой // Всегда в бою / Лит. запись Н. С. Винокурова. — М.: Экономика, 1984. — С. 326—348. — 352 с. — (Военные мемуары).
- Баграмян И. Х. Так шли мы к победе. — М.: Воениздат, 1988. — 632 с. — (Военные мемуары). — C. 588, 591.

### Статьи
- Пятнадцать бойцов стали Героями Советского Союза [за взятие форта № 5 в Кёнигсберге] // Комсомольская правда. — 2012. — 10 апр. — С. 27. — (Стоп-кадр).
- Шелыгина И. Бой за форт № 5 // Страж Балтики. — 2012. — 10 апр. — С. 1, 3. — (Реконструкции).